# Koserow
Koserow er en by og kommune i det nordøstlige Tyskland, beliggende i Amt Usedom-Süd i den nordøstlige del af Landkreis Vorpommern-Greifswald. Landkreis Vorpommern-Greifswald ligger i delstaten Mecklenburg-Vorpommern. Kommunen ligger ud til Østersøen, og var indtil 2005 sæde for det daværende Amt Usedom-Mitte.

## Geografi
Koserow er beliggende på det smalleste sted på landtangen mellem nord- og syd-Usedom ved Bundesstraße B 111, i et smukt landskab mellem Østersøen og Achterwasser. Kommunen ligger på skråningerne af det skovbevoksede Streckelsberg (omkring 60 moh.). Den største del af kysten ved Koserow er randmoræner, med Streckelsberg som højeste punkt. Kun i den nordvestligste del mod
Zempin, flader kysten ud med badestrande og her ligger den 261 meter lange Seebrücke Koserow.
Koserows nabokommuner er Zempin mod vest og Loddin mod øst. Cirka 16 kilometer øst for kommunen ligger Seebad Ahlbeck og seks kilometer mod vest finder man Zinnowitz. Koserow ligger ved jernbanen Züssow–Wolgaster Fähre–Świnoujście, der drives af Usedomer Bäderbahn. Fra 1911 til 1945 var der baneforbindelse fra Ducherow, over den under krigen ødelagte bro Karniner Brücke på den sydvestlige del af øen.

## Eksterne kilder og henvisninger
- Wikimedia Commons har flere filer relateret til Koserow
- Kommunens side  på amtets websted
- Befolkningsstatistik mm Arkiveret 29. september 2017 hos  Wayback Machine